# 雲紋平鮋
雲紋平鮋，為輻鰭魚綱鮋形目鮋亞目平鮋科的其中一種，為亞熱帶海水魚，分布於東太平洋阿拉斯加至美國加州南部海域，棲息深度3-128公尺，本魚身體藍色或黑色，具有黃色色斑，寬的黃色斑紋從大約第三個背棘小延伸至側線，背鰭硬棘13枚，背鰭軟條13-14枚，臀鰭硬棘3枚，臀鰭軟條6-8枚，體長可達45公分，棲息在岩礁區底層水域，卵胎生，生活習性不明，可做為遊釣魚及食用魚，具有毒性。